# Lakits Ferenc
Lakits Ferenc Xavér (Pécs, 1859. február 19. – Pécs, 1919. június 24.): tanár, számtanácsos, csillagász.

## Élete
1868-75 között a pécsi ciszterci gimnáziumba járt. Budapesten érettségizett. Egyetemi tanulmányait 1880-ban Budapesten fejezte be, majd két évig Göttingenben, Berlinben, Bonnban csillagászati tanulmányokat folytatott. 1882-től 1886-ig a Műegyetemen a geodéziai tanszéken Kruspér István mellett tanársegéd, emellett az evangélikus főgimnáziumban helyettes tanár. 1885-ben a posta-takarékpénztárnál számvizsgáló, majd számtanácsos, később államvasúti főellenőr lett.

## Munkássága
A csillagászattal csak szabadidejében foglalkozott. Konkoly-Thege Miklós ógyallai csillagvizsgálójában is végzett megfigyeléseket. Jelentős munkát végzett a csillagászati kormeghatározás (asztrokronológia) terén: legfőbb érdeme, hogy a Bizáncban, 891-ben észlelt napfogyatkozás alapján meghatározta a magyar honfoglalás időpontját (895/96). Foglalkozott az óorosz krónikákban jelzett holdfogyatkozások időpontjainak számításával és a templomok csillagászati tájolásával.
Csillagászati tanulmányai közül különösen az üstökösökkel foglalkozók emelkednek ki. Szakkérdésekben élénk vitái voltak Konkoly Thege Miklóssal. Fizikai és csillagászati irányú cikkei a Matematikai és Fizikai Lapokban, továbbá a Természettudományi Közlönyben jelentek meg.
1892-99 között a Magyar Orvosok és Természetvizsgálók Vándorgyűlései állandó bizottságának titkára. 11 éven át a Mechanikai és Órásipari Szakiskola tanára. 1898-tól az Astronomische Gesellschaft tagja.

## Művei
- Az Ó-gyallai csillagvízsgáló földrajzi szélessége (Bp., 1882 – 1883).
- Lakits Ferenc műveinek bibliográfiája. Összeállította: Sragner Mária

## Emlékezete
Nevét viseli az 189320 Lakitsferenc kisbolygó.